# Итикаф
И‘тика́ф (араб. اعتكاف‎ —  пребывание, уединение‎) — благочестивое уединение мусульман в мечети.

## Порядок совершения

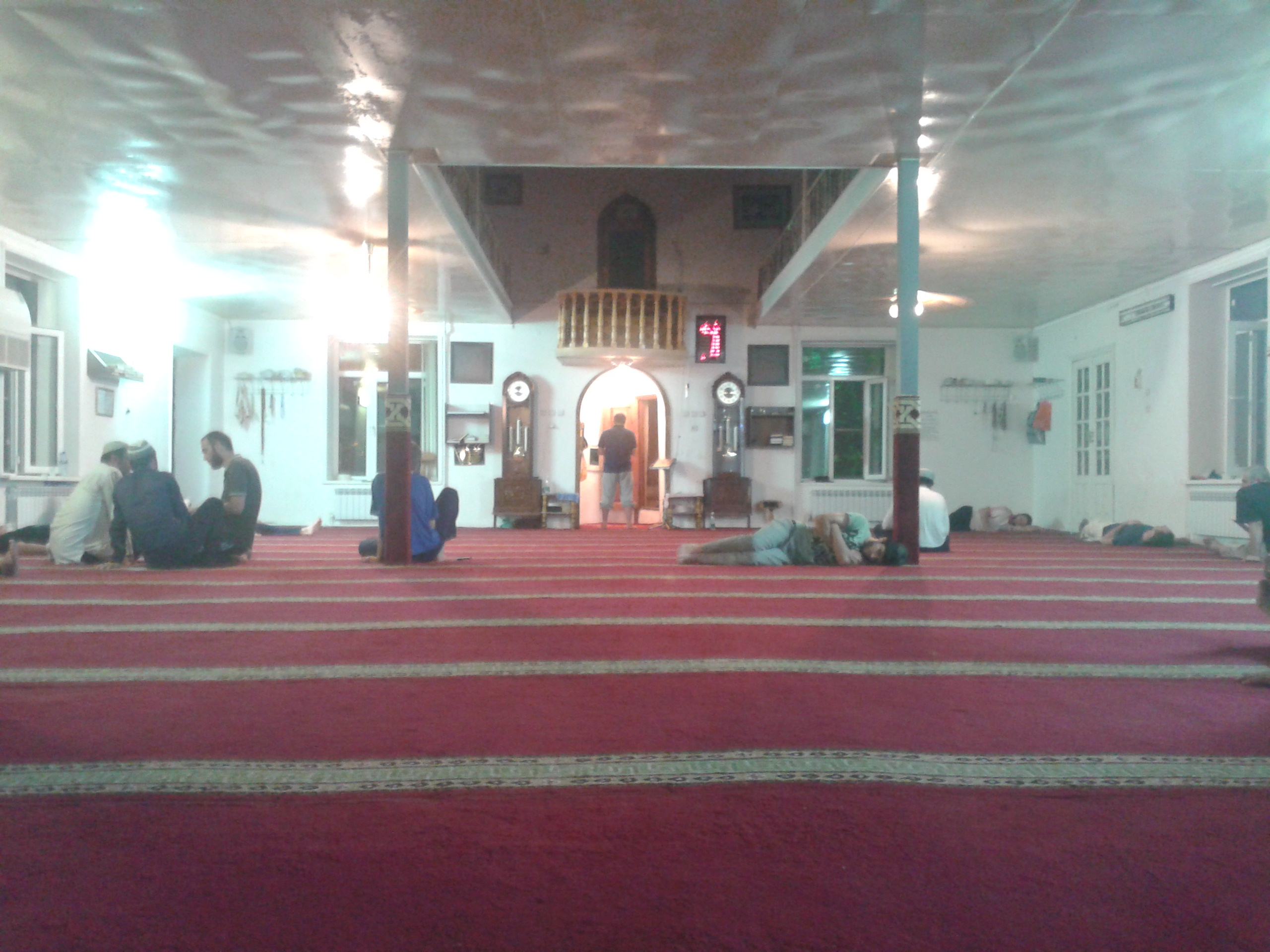
Итикаф в мечети Махачкалы. Видны как сидящие, так и лежащие и спящие.

Верующие мусульмане дают обет, который предусматривает нахождение в мечети определённого количества дней, по желанию верующего для поклонения Аллаху. В исламе существует обязательный и предпочтительный итикаф. Обязательным итикаф становится, если мусульманин дал по этому поводу обет, а предпочтительным является итикаф в последнюю декаду месяца Рамадан. Некоторые верующие по собственному желанию остаются на определённое время в мечети вплоть до праздничной молитвы по случаю окончания месяца Рамадан.
В период итикафа верующие не должны покидать мечеть, за исключением случаев, когда человеку нужно отправить свои естественные нужды и совершить омовение. После этого необходимо сразу вернуться в мечеть. Если человек без уважительных причин покидает мечеть, теряет сознание или возбудился, то его итикаф становится недействительным.
Во время итикафа «верующие совершают намаз, читают Коран, совершают поминание Аллаха, читают мольбы», а также соблюдают пост.
Для того, чтобы итикаф был действительным, необходимо, чтобы человек:
- был мусульманином;
- пребывал в нормальном сознании (не был в состоянии опьянения от алкоголя или психотропных веществ);
- находился в состоянии ритуальной чистоты, то есть имел действующий тахарат[1].